# Dvorska ljubav
Dvorska ljubav ili kurtoazna ljubav (od francuskog: cour - dvor) bila je način izražavanja viteške i plemenite ljubavi i divljenja spram voljene osobe u Srednjem vijeku.
Nastala je na dvoru Akvitanije, Provanse, Champagne i Burgundije, krajem stoljeća. Predstavlja naizgled proturječni doživljaj između erotske ljubavi i duhovnosti, koja je u isto vrijeme zabranjena i moralno prihvatljiva, strastvena i pijetozna, ponizna i visoka, ljudska i transcendentalna.
Izraz "dvorska ljubav", nastao je u 19. stoljeću, a od tada su njegove interpretacije, podrijetlo i utjecaj postali predmetom niza polemika.

## Podrijetlo pojma
Izraz amour courtois ("dvorska ljubav") prvi je koristio Gaston Paris u svom članku iz 1883. "Études sur les romans de la Table Ronde: Lancelot du Lac, II: Le conte de la charrette", koji analizira djelo Chrétiena de Troyes
Lancelot, ili vitez s kolicima (1177.). Paris je zaključio da je dvorska ljubav bila uzor i plemenita vještina. Ljubavnik idealist prihvaća samostalnost svoje drage i pokušava učiniti sebe dostojnim nje, hrabrošću i čašću, čineći što god ona zaželi. Cilj, čak ni ishod nije bilo seksualno zadovoljstvo, no ljubav nije bila ni potpuno platonska, već se temeljila na seksualnoj privlačnosti izraženoj na duhovni način.
Parisov je izraz dvorske ljubavi uskoro postao općeprihvaćen i korišten kao: „Ljubav najviše vrste, čije su karakteristike prihvaćanje poniznosti, vrline, preljuba i religije ljubavi."
Već se 1970. o ovom izrazu počelo pisati na kritički način, kao o "izmišljotini modernog doba", "mit o dvorskoj ljubavi", pošto nisu postojali dokazi u vidu materijalnih zapisa iz izvornih srednjovjekovnih dokumenata. Izraz se otvoreno pojavljuje u samo jednoj provansalskoj pjesmi (u vidu "cortez amors"), u 12. stoljeću u poeziji Peirea d'Alvernhea), gdje je usko povezana s izrazom fin'amor ("fina ljubav"). Pojam fine ljubavi se često pojavljuje u provansalskoj, francuskoj, pa i njemačkoj poeziji gdje je prevedena kao hohe Minne. Ovaj se izraz zajedno s izrazima "kurtoazija" i "ljubav" stoga pojavljuje tijekom cijelog srednjeg vijeka.
Pojam "dvorske književnosti" se također povezuje s idejom postojanja dvorskih tekstova, koje su pisali i čitali ljudi sa zajedničkom kulturom i socijalnim statusom. Međutim, velika količina zapisa koji se prepoznaju kao "dvorski", također sadrže i "nedvorske" tekstove, što predstavlja još jedan problem u razumijevanju gdje počinje, a gdje se završava dvorska ljubav i književnost.

## Povijest
Dvorsku ljubav razvilo je plemstvo na dvorovima u Akvitaniji, Provansi, pokrajini Champagne i Burgundiji, u vrijeme Prvog križarskog rata (1099.).
Eleanora Akvitanska je s akvitanskog dvora proširila ideju dvorske ljubavi najprije na francuski dvor, a zatim i na engleski. Ova je ljubav našla svoj izražaj u poeziji trubadura, među među kojima je bio Vilim IX., vojvoda Akvitanije (1071. – 1126.), jedan od prvih trubadura.
Pjesnici su usvojili terminologiju feudalizma i izjašnjavali su se kao sluge dama, kojima su se obraćali s midons (gospodaru), što je svojevrsna kodifikacija, kako se ne bi otkrilo ime dama. Ideal trubadura bila je žena njihovog gospodara, dama na visokom položaju, najčešće bogata i moćna gospodarica dvora. Kada bi njen suprug otišao u Križarski rat, ona bi gospodarila domaćinstvom i društvenim odnosima, a ponekad je to činila i kada je njen suprug bio kod kuće. Takvoj moćnoj dami, pjesnik je davao svoj glas, a samo oni koji su bili plemeniti mogli su uživati u dvorskoj ljubavi. Ova nova vrsta ljubavi vidjela je plemenitost, ne u bogatstvu i obiteljskoj povijesti, već u ljudskom karakteru i ponašanju, što je bilo ohrabrenje za osiromašene vitezove.
Srednji vijek je bilo vrijeme kada brak često nije bio vezan s ljubavlju, pa je dvorska ljubav bila način da plemstvo izrazi ljubav koju ne pronalazi u vlastitim brakovima. "Ljubavnici" u kontekstu dvorske ljubavi nisu bili vezani za seks, već čin emocionalnog voljenja. Ovi su ljubavnici imali tajne izljeve nježnosti, ali nikada fizički. Pravila dvorske ljubavi su bila kodificirana do kraja 12. stoljeća, posebno u književnom djelu Andreasa Capellanusa "O ljubavi" (De Amore) u kojem, između ostalog i piše:
- "Brak nije isto što i ljubav."
- "Tko nije ljubomoran, ne može voljeti."
- "Nitko ne može voljeti dvoje."
- "Jednom objavljena, ljubav ne traje."

### Utjecaj islamske i andaluzijske književnosti
Mnoga pravila i tradicije dvorske ljubavi, po mišljenju Andreasa Capellanusa pronalazimo i kod Ovidija, ali nema jasnih materijalnih dokaza za ovu tvrdnju. Pravila dvorske ljubavi se zato nalaze u arapskoj književnosti. Od samih početaka dvorska je ljubav svoje izvore nalazila u islamskoj književnosti, kao i u Andaluzijskoj poeziji. Vilim IX. akvitanski vjerojatno je došao u doticaj s ovom vrstom poezije i umjetnosti tijekom križarskih ratova.
U arapskoj književnosti 9. i 10. stoljeća već su prisutne teme "ljubavi radi ljubavi" i "divljenja voljenoj dami". Postojanje oplemenjujuće ljubavi, odnosno "oplemenjujuće sile" prvi se put pojavljuje 10. i 11. stoljeću najprije u islamskoj filosofiji, dok element "neuzvraćene ljubavi" neizravno već postoji u islamskoj književnosti tog doba.
U Španjolskoj 11. stoljeća, postojali su lutajući arapski pjesnici glazbenici koji su putovali od dvora do dvora, zalazeći često i u kršćanske zemlje poput južne Francuske. Doticaji između tih španjolskih pjesnika i francuskih trubadura su bili česti, a i glazbeni su im oblici bili slični.

## Analiza
Povijesna analiza dvorske ljubavi razlikuje se kod različitih povjesničara. Neki povjesničari smatraju da je pojava dvorske ljubavi u vrijeme dominacije patrijarhalnih vrijednosti i teokracije, pokušaj uvođenja humanizma, ili barem humanističke reakcije na puritanizam Katoličke Crkve.
Drugim riječima, dvorska se ljubav se cijeni zbog uzdizanja feminističkih vrijednosti i plemenitosti duha. Pobuna Crkve početkom 13. stoljeća protiv pojave dvorske ljubavi u umjetnosti, predstavlja protureakciju protiv takve nadolazeće "seksualne pobune".
Drugi povjesničari pak tvrde da se Crkva, pogotovo u početku, nije posebno protivila pojavi dvorske ljubavi u umjetnosti, pošto je ista imala učinak civiliziranja grubih germanskih feudalnih obrazaca 11. stoljeća.
U nekim pričama o dvorskoj ljubavi dama bi bila princesse lointaine, daleka princeza u koju se vitez zaljubljuje, samo na temelju opisa njene savršene ljepote, ali najčešće nije bilo tako. Predmet ljubavi je većinom bila dama koju je vitez poznavao. Kako su pravila dvorske ljubavi postajala složenija, vitez je često nosio iste boje koje je nosila njegova dama; bilo da je riječ o plavoj i crnoj, koje su bile simbol vjernosti ili zelenoj kao simbolu nevjernosti. Spasenje, nekada u rukama Crkve u dvorskoj književnosti dolazi iz ruku dame. U vrlo rijetkim slučajevima bilo je i trubadurki koje su izražavale svoje osjećaje za muškarce.

## Književne konvencije
Književne konvencije dvorske ljubavi nalazimo kod većine srednjovekovnih autora, poput Geofferya Chaucera, Dantea Alighierija, Chretiena de Troyesa i drugih.
Srednjovjekovni žanrovi u okviru kojih možemo naći dvorsku ljubav jesu: lirska poezija, roman i alegorija.

### Poezija
Dvorska ljubav nastala je iz poezije, prvobitno u provansalskih trubadura 11. stoljeća. Ova se tema kasnije proširila na druge zemlje srednjovjekovne Europe djelima francuskih trouvèrea, njemačkih minnesängera i engleskih minstrela.

### Romani
Vernakularna i svjetovna poezija romans courtois, dvorskih romana, sadrži mnoge primjere dvorske ljubavi. Neki od njih se nalaze u okviru velikog ciklusa pjesama o Kralju Arthuru i njegovom dvoru. Ova su književna djela prvi put u povijesti pisana po ukusu čitateljki.

### Alegorija
Srednjevekovna alegorija sadrži elemente dvorske ljubavi, poput prvog djela Romana o ruži

### Drugi žanrovi
Vjerojatno najpoznatije i najpopularnije književno djelo na temu dvorske ljubavi predstavlja roman De Amore Andreasa Capellana, opisano kao ars amandi ("umijeće ljubavi") iz Provanse 12. stoljeća. On je pisao svoje djelo po rimskom uzoru Ovidiju i njegovom djelu Ars amatoria ("Umijeće ljubavi").
Motiv dvorske ljubavi postoji, ne samo u srednjovjekovnoj književnosti, već i u ozbiljnim i komičnim djelima Elizabetanske ere. Williama Shakespearea u svom djelu Romeo i Julija prikazuje Romeove pokušaje usiljenog voljenja Rosaline u maniri dvorske ljubavi, dok mu se Merkuzio ruga.

## Kontroverze

### Seksualnost
Ključno pitanje oko kojeg povjesničari polemiziraju jest do koje je mjere je dvorska ljubav bila seksualna. Dvorska je ljubav svakako bila do neke mjere erotska, ne samo platonska; trubaduri pišu o izgledu svojih dama i osjećanjima koje one bude u njima. Nije jasno što bi pjesnik trebao učiniti, da li usmjeriti želju k duhovnosti ili želju fizički konzumirati.
Većina povjesničara poistovjećuje dvorsku ljubav s „čistom ljubavi“ koju je objasnio 1184. Andreas Capellanus u svome djelu.
U okviru trubadurske poezije, postoji mnogo stavova. Neki pesnici su vrlo fizički i senzualni, čak i hrabro zamišljaju zagrljaje sa svojom nagom damom, dok su drugi visoko duhovni, na granici s platonskim.

### Stvaran život i dvorska ljubav
Sljedeće pitanje koja izazva polemike jest da li je dvorska ljubav bila samo književno sredstvo, ili se primjenjivala i u stvarnom životu. Nema povijesnih dokaza prakticiranja dvorske ljubavi u stvarnom životu; o tome ne piše ništa u zakonicima, dvorskim arhivama, kronikama, ni drugim povijesnim izvorima.
Postojanje neknjiževnih žanrova knjiga o dvorskoj ljubavi može biti dokaz o postojanju prakse dvorske ljubavi. Književno djelo Christine de Pizan Knjiga triju Vrlina (1405.), izražava negodovanje prema dvorskoj ljubavi, pošto se ista koristila za skrivanje zabranjenih preljubničkih afera. Dvorska je ljubav najvjerojatnije našla svoju ekspresiju u običajima, poput krunidbe Kraljice Ljubavi i Kraljice ljepote na viteškim turnirima.

### Dvorovi ljubavi
Postojanje „Dvorova ljubavi“ je također vrlo upitno. To su bili sudovi, s 10, do 70 žena koje su preslušavale slučajeve ljubavi i sudile im prema pravilima ljubavi. Povjesničari 19. stoljeća uzimali su u obzir mogućnost da su takvi dvorovi postojali, ali su kasniji znanstvenici zaključili da "ni jedno pismo, kronika, pjesma, ili posveta“ ne daju naslutiti da su oni postojali izvan književnog izričaja.
Postoji objašnjenje da ti sudovi nisu bili ništa drugo nego literarna "salonska" okupljanja, nalik onima u doba romantizma, na kojima su se ljudi okupljali i čitali poeziju, raspravljali o ljubavi, vodili igre riječima i flertali.

## Stupnjevi dvorske ljubavi
Prema analizi povjesničarke Barbare Tuchman, događaji koji opisuju dvorsku ljubav u književnim djelima imaju ovaj tijek:
- privlačnost vezana za damu koja se postiže očima/pogledom
- divljenje dami iz daljine
- strastveno zaklinjanje na vjernost
- damino vrlo odbijanje
- ponovljeno udvaranje dami sa zakletvom vrlini i vječnoj vjernosti
- žaljenje s dozivanjem smrti zbog odbijanja
- herojska djela koja zadobiju daminu naklonost
- konzumiranje tajne i zabranjene ljubavi
- beskrajne avanture i izbjegavanje otkrivanja